# کوستومووت دروگیه
کوستومووت دروگیه (به لهستانی:  Kostomłoty Drugie) یک روستا در لهستان است که در گمینا میجانا گورا واقع شده‌است.
 کوستومووت دروگیه  ۱٬۵۲۲ نفر جمعیت دارد.